# محمد عمار
محمد عمار هو مبارز بالسيف مصري، ولد في 18 ديسمبر 1997.

## وصلات خارجية
- محمد عمار على موقع أرشيف الشارخ.
- محمد عامر على موقع الاتحاد الدولي للمبارزة (الإنجليزية)
- محمد عامر على موقع أوليمبيديا (الإنجليزية)